# Enrique Lihn
Enrique Lihn Carrasco (Santiago del Cile, 3 settembre 1929 – Santiago del Cile, 10 luglio 1988) è stato un poeta cileno.

## Biografia
Esponente dell'antipoesia di Nicanor Parra, in gioventù fu autore di importanti raccolte come Poesie di questo tempo e dell'altro. 1949-1954 (1945) e in maturità di lavori di grande potenza espressiva, come Per forza maggiore (1975).
Nel 1975 inaugurò un nuovo filone di poesia, fatto di sovrapposizioni continue e citazione frammentarie.